# Genista hispanica
Genista hispanica is een dwergstruik die behoort tot de vlinderbloemenfamilie (Leguminosae of Fabaceae). De wetenschappelijke naam van de soort werd in 1753 gepubliceerd door Carl Linnaeus in Species plantarum.

## Kenmerken

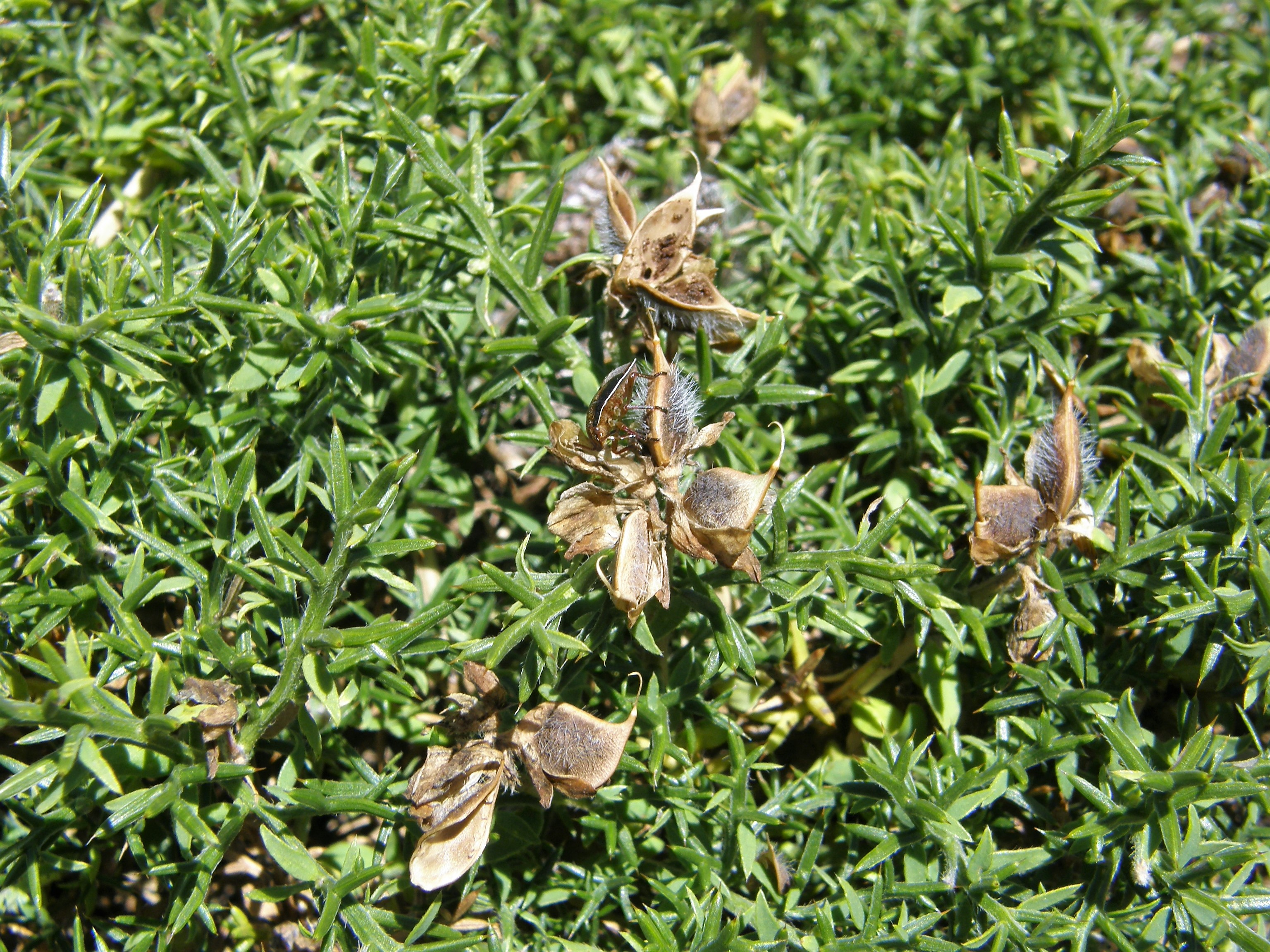
Stekels en vruchten

De stekelige struik wordt 10–25 cm hoog en vormt vaak tapijten. De langwerpige, 6–11 mm lange, donkergroene bladeren zijn behaard. De stekels zijn meestal onvertakt. De plant bloeit van mei tot juli. De bloeiwijze is een eindstandige tros. De vrucht is een brede, ovale, iets opgeblazen, ongeveer 1 cm lange behaarde peul, die in een gekromde spits uitloopt.

## Verspreiding
De soort komt voor in het oosten van Spanje en het mediterrane deel van Frankrijk.

## Biotoop
De soort groeit vooral op arme, goed doorlatende grond. Hij heeft veel licht nodig, en is zeer droogtetolerant.

## Synoniemen
- Genista hispanica L. (1753)
  - Spartium hispanicum (L.) Spreng. (1826)
  - Telinaria hispanica (L.) C.Presl (1845)
  - Lissera hispanica (L.) Fourr. (1868)
  - Voglera hispanica (L.) Fourr. (1869)
- Scorpius hispanicus Colmeiro, pro syn. (1872)[2]
- Scorpius juniperiformis Colmeiro, pro syn. (1872)[2]
- Nepa aragonensis Willk. & Lange (1877)

... · 
G. anglica (Stekelbrem) · 
G. germanica (Duitse brem) · 
G. pilosa (Kruipbrem) · 
G. sagittalis (Pijlbrem) · 
G. ×spachiana (Kamerbrem) · 
G. tinctoria (Verfbrem) · 
...